# Ikongwe
Ikongwe is een dorp in het district Central in Botswana. De plaats telt 533 inwoners (2011).